# Ljubiša Beara
Pour les articles homonymes, voir Beara.
Ljubiša Beara (14 juillet 1939 - 8 février 2017) était un colonel serbe de Bosnie qui a participé au massacre de Srebrenica.

## Biographie
Né à Sarajevo, dans la Banovine de la Drina, Royaume de Yougoslavie, il a été colonel et chef de la sécurité de l'état-major principal de l'armée serbe de Bosnie. 
Le 26 mars 2002, le Tribunal pénal international pour l'ex-Yougoslavie (TPIY) a émis un acte d'accusation contre lui pour son rôle dans le massacre de Srebrenica. Il s'est rendu et a été transféré à La Haye le 10 octobre 2004. 
Le 10 juin 2010, la Chambre de première instance a rendu un verdict selon lequel il « était l'officier le plus haut gradé du Service de la sécurité et avait le portrait le plus clair de l'ampleur et de la portée de l'opération meurtrière. De sa présence à Bratunac dans la nuit du 13 juillet, à ses visites personnelles dans les différents sites de détention et d'exécution et aux défis logistiques importants auxquels il a été confronté tout au long, Beara avait une vision très personnelle du nombre impressionnant de victimes destinées à être exécutées. Fort de ces connaissances, il est devenu, de l'avis de la Chambre de première instance, un élément moteur de l'entreprise de meurtre ».
La Chambre se dit convaincue que Beara avait pour intention, en juillet 1995, de détruire un groupe en tuant tous les membres de celui-ci et qu'au-delà de tout doute raisonnable, il avait nourri une intention génocidaire.[réf. nécessaire] Il est reconnu coupable de génocide, d'extermination, de meurtre et de persécution et condamné à la prison à vie,,. Il meurt en prison à Berlin en 2017, à l'âge de 77 ans. 